# Melita hergensis
Melita hergensis är en kräftdjursart som beskrevs av Reid 1939. Melita hergensis ingår i släktet Melita och familjen Melitidae. Inga underarter finns listade i Catalogue of Life.